# Halogenación radicalaria
En química orgánica, la halogenación por radicales libres es un tipo de halogenación. Esta reacción química es típica de los alcanos y aromáticos con sustituyentes alquilo, por aplicación de calor o luz UV. La reacción se usa en la síntesis industrial del cloroformo (CHCl3), diclorometano (CH2Cl2) y hexaclorobutadieno. La reacción procede por un mecanismo de radicales en cadena.

## Mecanismo general
El mecanismo en cadena es como sigue, usando la cloración de metano como un ejemplo típico:
1. Iniciación: Homólisis de una molécula de cloro para formar dos átomos de cloro, iniciada por radiación ultravioleta. Cada átomo de cloro tiene un electrón desapareado, por lo que actúa como un radical libre.

2. Propagación de la cadena (dos pasos): un radical cloro elimina a un átomo de hidrógeno del metano, formando el radical metilo y una molécula de HCl; posteriormente el radical metilo retira un átomo de cloro de una molécula de Cl2, formando clorometano y liberando un radical cloro.
CH4 + Cl· → CH3· + HCl
CH3· + Cl2 → CH3Cl + Cl·
Esto conduce al producto deseado, más otro radical cloro. Este radical continuará tomando parte en otra reacción de propagación, causando una reacción en cadena. Si hay suficiente cloro, pueden formarse otros productos como CH2Cl2.
3. Terminación de la cadena: recombinación de dos radicales libres.
Las tres opciones vienen a ser:
Cl· + Cl· → Cl2; o
CH3· + Cl· → CH3Cl; o bien
CH3· + CH3· → C2H6.
La última posibilidad en la etapa de terminación conducirá a una impureza en la mezcla final; notoriamente conduce a una molécula orgánica con una cadena de carbono más larga que la reactante.
La reacción neta es:
CH4 + Cl2 → CH3Cl + HCl.
En general:
CnH2n+2 + (2n+2) Cl2 → CnCl2n+2 + (2n+2) HCl
En el caso del metano o etano, todos los átomos de hidrógeno son equivalentes y tienen la misma probabilidad de ser reemplazados. Esto conduce a lo que es conocido como distribución estadística de los productos. Para el propano y alcanos superiores, los átomos de hidrógeno que forman parte de grupos CH2 (o CH) son reemplazados preferentemente.
La reactividad de los diferentes halógenos varía considerablemente: las tasas relativas son: flúor (108) > cloro (1) > bromo (7×10−11) > yodo (2×10−22). En consecuencia, la reacción de los alcanos con flúor es difícil de controlar, la reacción con cloro es moderada a rápida, la reacción con bromo es lenta y requiere altos niveles de irradiación UV, mientras que la reacción con yodo prácticamente no existe y es termodinámicamente desfavorable.
Un método común de síntesis orgánica empleando NBS es la reacción de Wohl-Ziegler.